# آنگلا بوکستون
 آنگلا بوکستون (انگلیسی: Angela Buxton؛ زاده ۱۶ اوت ۱۹۳۴) یک تنیس‌باز اهل بریتانیا است.